# Investicijski fondovi
Investicijski fondovi su financijske organizacije ili institucionalni investitori koji prikupljaju sredstva od svojih ulagača te ih plasiraju u kratkoročne i dugoročne investicije, odnosno u različite financijske oblike. Pojavljuju se na financijskom tržištu kao institucionalni ulagatelji koji putem javne ponude prikupljaju financijska sredstva te ih, uz uvažavanje načela sigurnosti, profitabilnosti, likvidnosti i razdiobe rizika, ulažu u prenosive vrijednosne papire ili nekretnine, te depozite u financijskim institucijama.

## Obilježja
Investicijskim fondovima upravljaju društva za upravljanje investicijskim fondovima na temelju statuta fonda i odredbi Zakona o investicijskim fondovima. Vrijednost imovine pojedinog fonda izračunava i utvrđuje društvo za upravljanje investicijskim fondovima.
Investicijski fond pruža usluge portfeljnog menedžmenta pod kojim se podrazumijeva proces profesionalnog upravljanja vrijednosnim papirima. Može se odvijati na principu diskrecije ili na razini savjetodavne usluge. Kad portfeljni manager samostalno donosi i provodi odluke u korist svog komitenta radi se o diskrecijskom, a kad mora izvjestiti komitenta o svim okolnostima prije donošenja odluke radi se o savjetodavnom portfeljnom menedžmentu. Osobe, portfeljni manageri, moraju imati certifikat kojim dokazuju da su ovlašteni financijski analitičari. Financijsko poslovanje investicijski fondovi obavljaju putem depozitne banke koja osigurava da novčana sredstva od prodaje udjela u fondu ili od dionica fonda odmah budu uplaćena na kod nje posebno otvoreni račun investicijskog fonda, izdaje dokumente o udjelima, uzima nazad dokumente i isplaćuje ih vlasniku te isplaćuje udjele iz dobitka fonda, utvrđuje vrijednost pojedinačnog udjela u fondu, isplaćuje dividendu dioničarima, izvršava naloge društva.

## Svrha fondova
Investicijski fondovi su prvenstveno namijenjeni ljudima koji žele štedjeti novac, ali ih zanimaju veći prinosi nego kod oročene štednje u bankama (0,02-0,5% godišnje), te koji nemaju vremena, kapitala i znanja za npr. samostalno kupovanje dionica. Takve osobe mogu svoj novac povjeriti stručnjacima (menadžerima fonda) koji zatim njihov novac i novac ostalih investitora ulažu u razne vrijednosne papire koji su vjerojatno nedostupni malom investitoru.

## Rizik fondova
Što je investicija riskantnija, to je ujedno i veći potencijal zarade. Štednja u banci je potpuno sigurna i nosi oko 0,1% godišnje. Prosječan prinos dioničkih investicijskih fondova u svijetu je oko 5%, dok u Hrvatskoj i na Balkanu (zbog procesa tranzicije) dionički fondovi u zadnje dvije godine doživljavaju procvat i ostvaruju prinose koji dosižu čak 10-15% godišnje. 
Najmanje rizični su novčani fondovi, koji donose povrat novca otprilike kao i štednja u banci. Njihova primarna svrha je mobilnost kapitala, jer se iz fonda novac može povući bilo kada, odnosno nije oročen. Po riziku ih zatim slijede obveznički, mješoviti te na kraju dionički fondovi. 
Što je fond rizičniji, to su veće promjene vrijednosti imovine fonda na dnevnoj razini. Dionički fondovi su najrizičniji jer se cijene dionica dnevno mijenjaju, a ujedno su izložene i najvećem riziku zbog nepredvidljivosti uvjeta poslovanja kompanija čijim se dionicama trguje. 
Što je fond rizičniji, to je predviđeni rok ulaganja duži. Svrha toga je kako bi se izbjegle dnevne, tjedne ili čak i mjesečne oscilacije cijena. Primjer: vrijednost novčanog fonda će svaki dan pomalo, ali iznimno stabilno, rasti, dok vrijednost dioničkog fonda iz jednog dana u drugi može oscilirati čak do 1% u plus ili minus, iako su i veće promjene moguće. Ipak, pretpostavka je da će vrijednost dionica kroz duži period ipak rasti te se stoga kod dioničkih fondova preporuča ulaganje na barem godinu ili dvije, dok kod se novčanih fondova radi o nekoliko mjeseci.

## Podjela investicijskih fondova
Postoji nekoliko podjela investicijskih fondova, ali osnovna je na otvorene i zatvorene investicijske fondove. Slijedi podjela prema vrsti vrijednosnih papira u koje se ulaže, a to su novčani, obveznički, dionički i mješoviti.

#### Otvoreni investicijski fondovi
Otvoreni investicijski fond nema svojstvo pravne osobe, a predstavlja zasebnu imovinu. Predmet poslovanja je prikupljanje novčanih sredstava kroz izdavanje i prodaju dokumenata o udjelu. Sredstva prikupljena od pojedinačnih vlasnika uštede u fondu koriste se za kupovinu vrijednosnih papira – dionica, obveznica, blagajničkih zapisa i drugih zakonom dozvoljenih vrijednosnih papira, brojnih i različitih izdavatelja. Na taj način investicije su raspoređene na različite subjekte, čime se i rizik diverzificira. Cjelokupna imovina fonda podijeljena je na jednake dijelove tj. udjele. Svi udjeli u fondu su ravnopravni, odnosno imaju ista prava te obuhvaćaju sve vrijednosti koje čine imovinu fonda. Dokumenti o udjelu glase na ime i neograničeno su prenosivi vrijednosni papiri. Njihova vrijednost je varijabilna, ovisno o promjeni tečaja vrijednosnih papira koji pripadaju portfelju fonda. Vlasnici fonda su ulagači (fizičke i pravne osobe) koji ulažu novac i na takav način kupuju udjele fonda. Društvo za upravljanje osniva otvoreni fond i upravlja njegovom imovinom isključivo u korist vlasnika udjela. Cilj poslovanja, odnosno ulaganja, je ostvarenje dobiti od prihoda ostvarenih od kamata s tržišta novca i obveznica, odnosno dividenda kao i porast vrijednosti udjela koji se treba ostvariti temeljem kapitalnog rasta vrijednosti dionica.

#### Zatvoreni investicijski fondovi
Zatvoreni investicijski fond je dioničko društvo kojemu je predmet poslovanja isključivo prikupljanje novčanih sredstava i imovinskih stvari javnom ponudom svojih neograničeno prenosivih dionica i ulaganje tih sredstava, uz uvažavanje načela sigurnosti, profitabilnosti, likvidnosti i razdiobe rizika. Dionice zatvorenog fonda glase na ime i neograničeno su prenosive. Ne smije izdavati povlaštene dionice ni dionice s različitim pravima. Dionice zatvorenog fonda mogu se uplatiti u novčanim sredstvima, vrijednosnim papirima i pravima te moraju biti u cijelosti uplaćene prije nego što se osnivanje zatvorenog fonda upiše u sudski registar ili prije upisa povećanja temeljnog kapitala.

#### Investicijski fondovi prema vrsti vrijednosnih papira
Važna podjela je prema vrsti vrijednosnih papira u koje se ulaže; sredstva koja fond prikupi od ulagača ulažu se u razne sigurne i profitabilne vrijednosne papire te druge financijske instrumente. Ovisno o tome u kakve financijske instrumente fond ulaže sredstva, investicijski fondovi dijele se na: 
1. Obvezničke fondove, koji obuhvaćaju: korporacijske visokoprinosne fondove, korporacijske visokokvalitetne fondove, korporacijske opće fondove, međunarodni fond svjetskih obveznica i kratkoročnih dohodovnih prinosa, trezorske fondove vlade, opće fondove vladinih obveznica, hipotekarne vladine fondove, hipotekarne vladine fondove s prilagodljivom kamatnom stopom, uzajamne fondove državnih vrijednosnica i vrijednosnica lokalnih ili gradskih vlasti i fondove konvertibilnih obveznica.
2. Dioničke fondove, fondovi dionica obuhvaćaju: fondove maksimalnog rasta ili agresivnog rasta, fondove ulaganja u male kompanije, fondove rasta, fondove rasta i dohotka, fondove dionica i dohotka, fondove dohotka, ujednačene ili hibridne fondove, fond s posebnim rastom imovine, međunarodne fondove, fondove za ulaganje u plemenite metale, specijalne fondove, kao što su za zdravstvenu skrb, za prirodna i tehnološka istraživanja, 
indeksne fondove.
3. Novčane fondove obzirom na tip financijskih instrumenata u koje fondovi ulažu sredstva, možemo govoriti i o različitim stupnjevima rizika, ali i o različitim mogućnostima ostvarivanja prinosa. Što je fond izloženiji tržišnim oscilacijama nosi sa sobom mogućnost ostvarivanja većeg prinosa (dionički, mješoviti). Preporučuje se za srednjoročne te dugoročne investicije kako bi se rizik smanjio na minimum. Fondovi koji investiraju u vrijednosne papire s manjim tržišnim oscilacijama nemaju mogućnost naglog ostvarivanja velikog prinosa, ali zato nude svojim ulagačima veću stabilnost prinosa (obveznički, novčani), primjereno za kratkoročne investicije.
4. Mješovite fondove koji investiraju pretežno u obveznice i dionice.